# Leaving Las Vegas
Leaving Las Vegas (en español, Adiós a Las Vegas) es una película estadounidense de 1995 dirigida por Mike Figgis. Protagonizada por Nicolas Cage y Elisabeth Shue, ganó el premio Óscar al mejor actor, y consiguió otras tres nominaciones.
La película está basada en la autobiografía del guionista John O’Brien, quien se suicidó pocos meses antes del inicio del rodaje de la película.

## Argumento
En medio de luces y acariciantes sonidos de jazz, Ben Sanderson (Nicolas Cage) cae en una espiral autodestructiva después de que su esposa lo abandonara. Ben acostumbraba a llegar ebrio al trabajo, motivo de su despido, por lo que decide ir a Las Vegas donde inicia un lento suicidio sometiéndose a exceso de alcohol diario (en una de las escenas decide comprar 45 calzoncillos, uno para cada día que le quedaba de vida, según lo planificado). En la ciudad del pecado conoce a una prostituta (Elisabeth Shue) solitaria y de buenas intenciones, perfecta compañera de tan amargo viaje, donde entablan una relación marcada por el amor y el alcohol, en donde ella depende de él y él depende de la botella; la relación tóxica termina trágicamente con la muerte planificada de Ben.

## Reparto
- Nicolas Cage como Ben Sanderson.
- Elisabeth Shue como Sera.
- Julian Sands como Yuri Butsov.
- Richard Lewis como Peter.
- Steven Weber como Marc Nussbaum.
- Emily Procter como Debbie.
- Valeria Golino como Terri.
- Thomas Kopache como Mr. Simpson
- Laurie Metcalf como Landlady.

## Producción

### Guion
Mike Figgis basó Leaving Las Vegas en una novela autobiográfica de 1990 de John O'Brien, quien murió de suicidio en abril de 1994.

### Casting
Figgis alentó a los actores principales a experimentar las experiencias de sus personajes de primera mano mediante una extensa investigación. Le dijo a Film Critic mediante una entrevista: «Fue solo una semana y media de ensayo. Muchas conversaciones y comunicación en el año anterior a la realización de la película. Leyendo el libro, los animé [Cage y Shue] a hacer su investigación propia, lo que querían hacer de todos modos, y finalmente los tres nos juntamos y comenzamos a hablar … hablar de cualquier cosa, no necesariamente de la película o el guion, de todo lo que surgió». Cage investigó por beber en exceso en Dublín durante dos semanas y le pidió a un amigo que lo grabara en video para que pudiera estudiar su discurso. También visitó a alcohólicos profesionales hospitalizados. Dijo que «fue una de las investigaciones más divertidas que he tenido que hacer por una parte». Shue pasó tiempo entrevistando a varias prostitutas de Las Vegas.

### Rodaje
El presupuesto limitado dictaba la producción y Figgis terminó filmando en formato de una Película de 16 mm y componiendo su propia partitura. Figgis tuvo problemas porque no se emitieron permisos para algunas escenas callejeras. Esto provocó que filmara algunas escenas en la ciudad de Las Vegas en una sola toma para evitar a la policía y demás autoridades, lo que Figgis dijo que benefició la producción y la autenticidad de la actuación, y comentó: "Siempre he odiado la convención de rodar escenas en una calle, y luego tener que detener el tráfico y tener que decirles a los actores: “Bueno, aquí debe haber tráfico, así que tendrán que gritar”. Y están gritando, pero es silencioso y se sienten realmente estúpidos, porque no es natural. Los enfrentas a un par de camiones, todo sucede a su alrededor y sus voces se vuelven geniales».

## Recepción
En Rotten Tomatoes , la película recibió una calificación de aprobación del 90% basada en 52 reseñas, con una calificación promedio de 7.7 / 10. El consenso crítico del sitio web dice: "Nicolas Cage, galardonado con un Oscar, encuentra a la humanidad en su personaje mientras se desvanece en este retrato de destrucción sin adornos y emocionantemente oscuro».

### Premios y nominaciones
| Premio                   | Categoría               | Nominado/a                 | Resultado |
| ------------------------ | ----------------------- | -------------------------- | --------- |
| Premios Oscar            | Mejor Actor             | Nicolas Cage               | Ganador   |
| Premios Oscar            | Mejor Actriz            | Elisabeth Shue             | Nominada  |
| Premios Oscar            | Mejor Director          | Mike Figgis                | Nominado  |
| Premios Oscar            | Mejor Guion             | Mike Figgis                | Nominado  |
| Premios BAFTA            | Mejor Actor             | Nicolas Cage               | Nominado  |
| Premios BAFTA            | Mejor Actriz            | Elisabeth Shue             | Nom       |
| Premios BAFTA            | Mejor guion adaptado    | Mike Figgis                | Nom       |
| Globos de oro            | Mejor Director          | Mike Figgis                | Nominado  |
| Globos de oro            | Mejor Actor - Drama     | Nicolas Cage               | Ganador   |
| Globos de oro            | Mejor Actriz - Drama    | Elisabeth Shue             | Nominada  |
| Globos de oro            | Mejor Película de Drama | Lila Cazès & Annie Stewart | Nominadas |
| Independent Spirit Award | Mejor película          | Lila Cazès & Annie Stewart | Ganadora  |
| Independent Spirit Award | Mejor Director          | Mike Figgis                | Ganador   |
| Independent Spirit Award | Mejor Guion             | Mike Figgis                | Nominado  |
| Independent Spirit Award | Mejor Actriz            | Elisabeth Shue             | Ganadora  |
| Independent Spirit Award | Mejor Actor             | Nicolas Cage               | Nominado  |
| Independent Spirit Award | Mejor Fotografía        | Declan Quinn               | Ganador   |

## Repercusión en la cultura popular
El grupo de pop español Amaral hace referencia al personaje de Nicolás Cage en su canción «Moriría por vos».
El último capítulo del libro La herida de Spinoza, del filósofo español Vicente Serrano, está dedicado a un original análisis de la película.